# اس‌اس رولیژیا
اس‌اس رولیژیا (به انگلیسی: SS Revoljucija) یک زیردریایی است. این زیردریایی در سال ۱۹۰۹ ساخته شد.